# Burlats
Burlats [byʁlats] est une commune française située dans le département du Tarn, en région Occitanie. Sur le plan historique et culturel, la commune est dans le Sidobre, un territoire granitique couverts de forêts, à l'est de Castres.
Exposée à un climat océanique altéré, elle est drainée par l'Agout, le Lignon, le Lézert et par divers autres petits cours d'eau. Incluse dans le parc naturel régional du Haut-Languedoc, la commune possède un patrimoine naturel remarquable : deux sites Natura 2000 (la « basse vallée du Lignon » et Les « vallées du Tarn, de l'Aveyron, du Viaur, de l'Agout et du Gijou ») et quatre zones naturelles d'intérêt écologique, faunistique et floristique.
Burlats est une commune rurale qui compte 2 010 habitants en 2022, après avoir connu une forte hausse de la population depuis 1968. Elle est dans l'agglomération de Castres et fait partie de l'aire d'attraction de Castres. Ses habitants sont appelés les Burlacois ou  Burlacoises.

## Géographie

### Localisation
Commune de l'aire urbaine de Castres située dans de son unité urbaine sur le Lignon, au nord-est de la ville de Castres.
Elle fait partie de la Communauté de communes Sidobre Vals et Plateaux.

### Communes limitrophes
Les communes limitrophes sont  Castres, Lacrouzette, Le Bez, Roquecourbe et Saint-Salvy-de-la-Balme.
| Roquecourbe | Lacrouzette |                         |
|             | Burlats     | Le Bez                  |
| Castres     |             | Saint-Salvy-de-la-Balme |

### Voies de communication et transports
La commune est desservie par plusieurs lignes régulières du réseau régional liO : la ligne 763 la relie à Castres et à Lacaune ; la ligne 764 la relie à Castres et à Montredon-Labessonnié ; la ligne 766 la relie à Castres et à Lacaune.

### Hydrographie
La commune est dans le bassin de la Garonne, au sein du bassin hydrographique Adour-Garonne. Elle est drainée par l'Agout, le Lignon, le Lézert, un bras de l'Agout, rieu maud, le ruisseau de Bouloumié, le ruisseau de l'Albague, le ruisseau de Rivassel, le ruisseau de Roziès et par divers petits cours d'eau, qui constituent un réseau hydrographique de 40 km de longueur totale,.
L'Agout, d'une longueur totale de 194,4 km, prend sa source dans la commune de Cambon-et-Salvergues et s'écoule d'est en ouest. Il traverse la commune et se jette dans le Tarn à Saint-Sulpice-la-Pointe, après avoir traversé 35 communes.
Le Lignon, d'une longueur totale de 10,4 km, prend sa source dans la commune du Bez et s'écoule d'est en ouest. Il traverse la commune et se jette dans l'Agout sur le territoire communal, après avoir traversé 3 communes.
Le Lézert, d'une longueur totale de 16,5 km, prend sa source dans la commune de Teillet et s'écoule du nord-est au sud-ouest. Il se jette dans le Dadou à Terre-de-Bancalié.

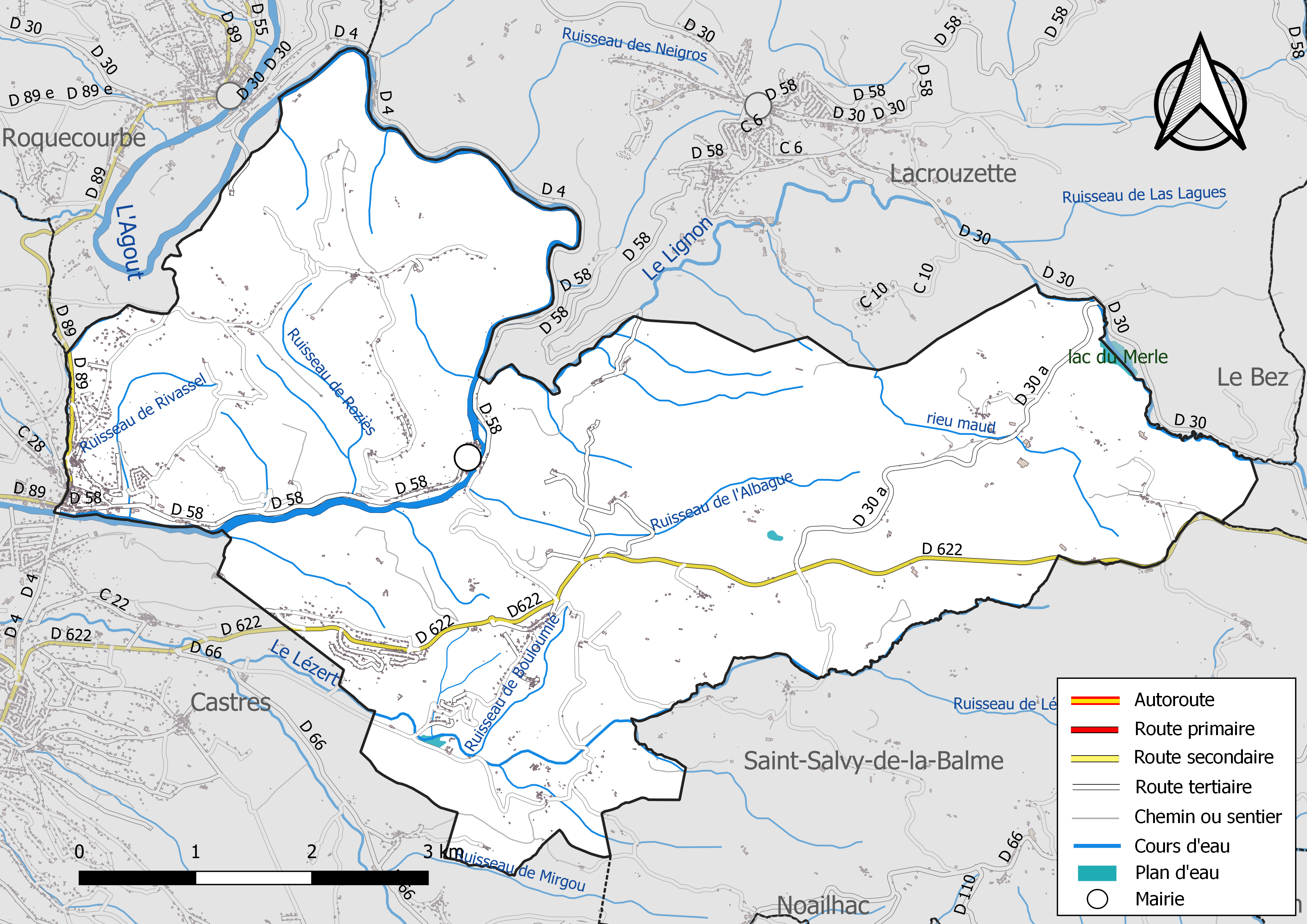
Réseaux hydrographique et routier de Burlats.

### Climat
Pour des articles plus généraux, voir Climat de l'Occitanie et Climat du Tarn.
En 2010, le climat de la commune est de type climat océanique altéré, selon une étude du Centre national de la recherche scientifique s'appuyant sur une série de données couvrant la période 1971-2000. En 2020, Météo-France publie une typologie des climats de la France métropolitaine dans laquelle la commune est toujours exposée à un climat océanique altéré et est dans la région climatique Aquitaine, Gascogne, caractérisée par une pluviométrie abondante au printemps, modérée en automne, un faible ensoleillement au printemps, un été chaud (19,5 °C), des vents faibles, des brouillards fréquents en automne et en hiver et des orages fréquents en été (15 à 20 jours).
Pour la période 1971-2000, la température annuelle moyenne est de 12,9 °C, avec une amplitude thermique annuelle de 15,5 °C. Le cumul annuel moyen de précipitations est de 1 006 mm, avec 10,9 jours de précipitations en janvier et 5,8 jours en juillet. Pour la période 1991-2020, la température moyenne annuelle observée sur la station météorologique de Météo-France la plus proche, « Montredon-Labessonnié », sur la commune de Montredon-Labessonnié à 9 km à vol d'oiseau, est de 12,1 °C et le cumul annuel moyen de précipitations est de 1 133,8 mm. 
La température maximale relevée sur cette station est de 39,6 °C, atteinte le 21 juillet 1989 ; la température minimale est de −15,6 °C, atteinte le 12 janvier 1987,,.
Les paramètres climatiques de la commune ont été estimés pour le milieu du siècle (2041-2070) selon différents scénarios d'émission de gaz à effet de serre à partir des nouvelles projections climatiques de référence DRIAS-2020. Ils sont consultables sur un site dédié publié par Météo-France en novembre 2022.

### Milieux naturels et biodiversité

#### Espaces protégés
La protection réglementaire est le mode d’intervention le plus fort pour préserver des espaces naturels remarquables et leur biodiversité associée,.
La commune fait partie du parc naturel régional du Haut-Languedoc, créé en 1973 et d'une superficie de 307 184 ha, qui s'étend sur 118 communes et deux départements. Implanté de part et d’autre de la ligne de partage des eaux entre Océan Atlantique et mer Méditerranée, ce territoire est un véritable balcon dominant les plaines viticoles du Languedoc et les étendues céréalières du Lauragais,

#### Réseau Natura 2000

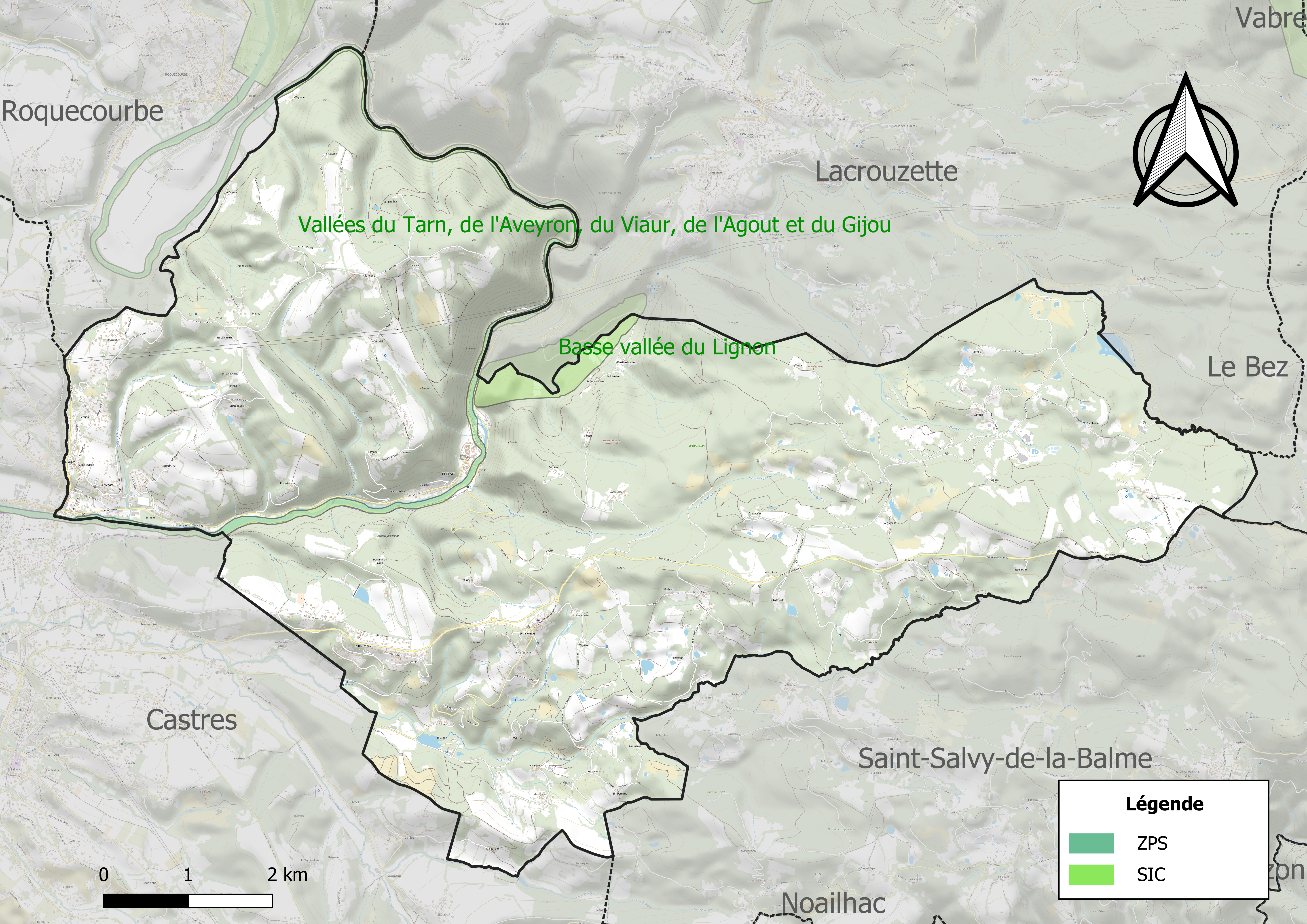
Sites Natura 2000 sur le territoire communal.

Le réseau Natura 2000 est un réseau écologique européen de sites naturels d'intérêt écologique élaboré à partir des directives habitats et oiseaux, constitué de zones spéciales de conservation (ZSC) et de zones de protection spéciale (ZPS).
Deux sites Natura 2000 ont été définis sur la commune au titre de la directive habitats :
- la « basse vallée du Lignon », d'une superficie de 56 ha, une vallée encaissée dans un socle granitique, intéressante pour sa diversité en Ptéridophytes[20] ;
- Les « vallées du Tarn, de l'Aveyron, du Viaur, de l'Agout et du Gijou », d'une superficie de 17 144 ha, s'étendant sur 136 communes dont 41 dans l'Aveyron, 8 en Haute-Garonne, 50 dans le Tarn et 37 dans le Tarn-et-Garonne. Elles présentent une très grande diversité d'habitats et d'espèces dans ce vaste réseau de cours d'eau et de gorges. La présence de la Loutre d'Europe et de la moule perlière d'eau douce est également d'un intérêt majeur[21].

#### Zones naturelles d'intérêt écologique, faunistique et floristique
L’inventaire des zones naturelles d'intérêt écologique, faunistique et floristique (ZNIEFF) a pour objectif de réaliser une couverture des zones les plus intéressantes sur le plan écologique, essentiellement dans la perspective d’améliorer la connaissance du patrimoine naturel national et de fournir aux différents décideurs un outil d’aide à la prise en compte de l’environnement dans l’aménagement du territoire.
Deux ZNIEFF de type 1 sont recensées sur la commune :
les « Granites du Sidobre et lac du Merle » (884 ha), couvrant 3 communes du département, et 
la « vallée de l'Agout entre Burlats et Roquecourbe, vallée du Lignon et plateau du Verdier » (1 448 ha), couvrant 3 communes du département
et deux ZNIEFF de type 2, : 
- les « rivières Agoût et Tarn de Burlats à Buzet-sur-Tarn » (1 364 ha), couvrant 24 communes du département[25] ;
- la « vallée de l'Agoût de Brassac à Burlats et vallée du Gijou » (15 868 ha), couvrant 17 communes du département[26].

Carte des ZNIEFF de type 1 et 2 à Burlats.
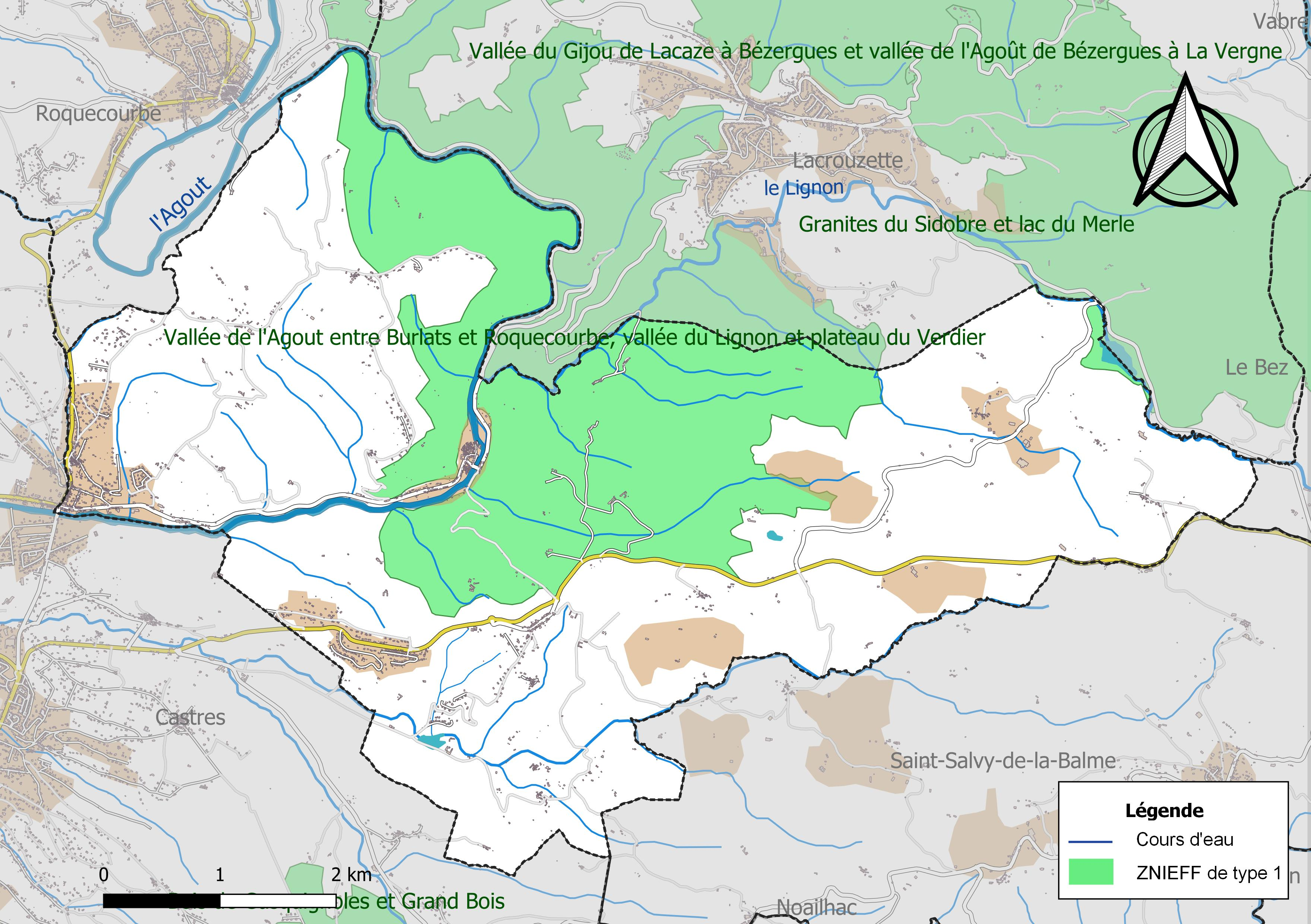
Carte des ZNIEFF de type 1 sur la commune.
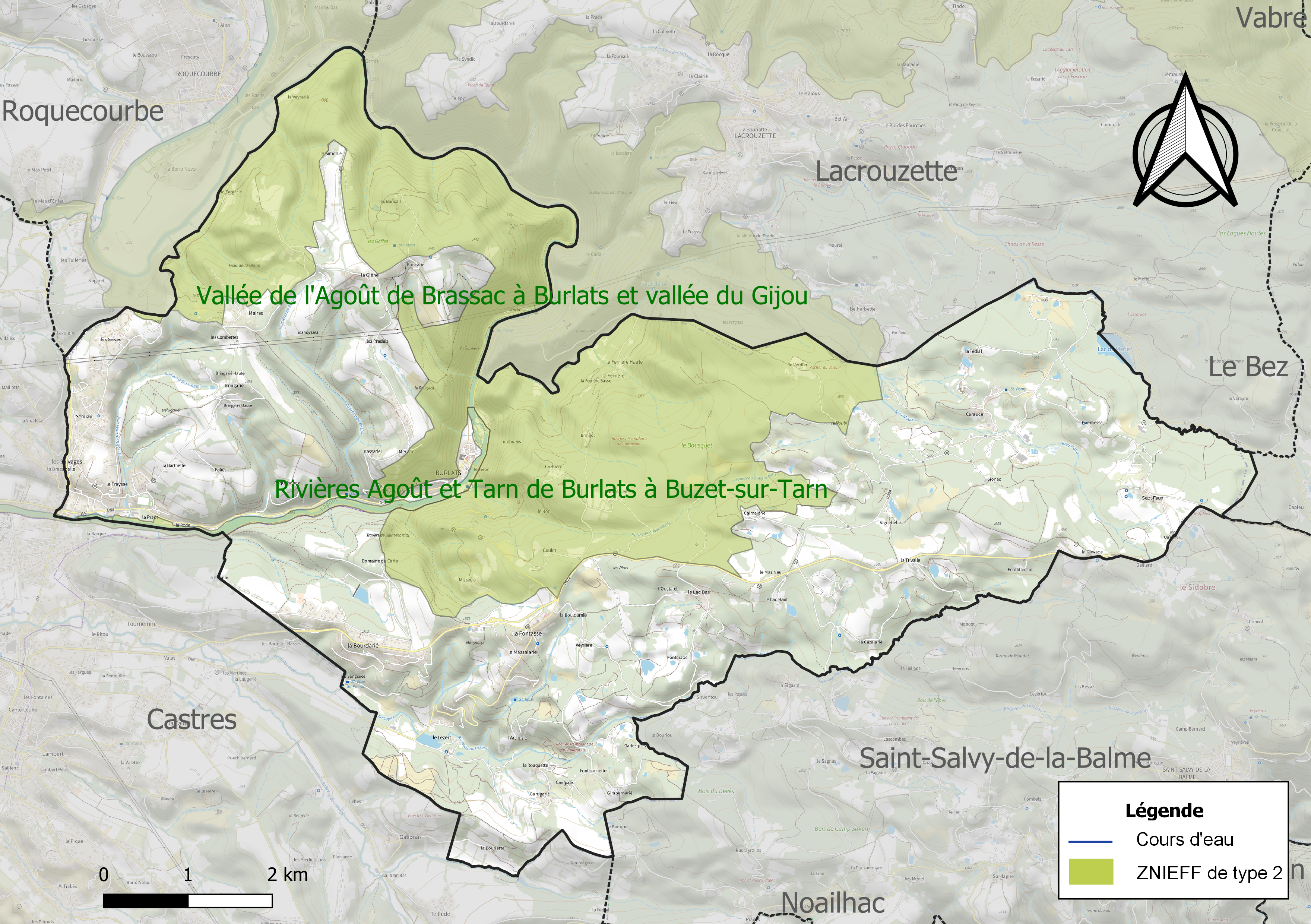
Carte des ZNIEFF de type 2 sur la commune.

## Urbanisme

### Typologie
Au 1er janvier 2024, Burlats est catégorisée commune rurale à habitat dispersé, selon la nouvelle grille communale de densité à sept niveaux définie par l'Insee en 2022.
Elle appartient à l'unité urbaine de Castres, une agglomération intra-départementale regroupant huit  communes, dont elle est une commune de la banlieue,,. Par ailleurs la commune fait partie de l'aire d'attraction de Castres, dont elle est une commune de la couronne,. Cette aire, qui regroupe 55 communes, est catégorisée dans les aires de 50 000 à moins de 200 000 habitants,.

### Occupation des sols
L'occupation des sols de la commune, telle qu'elle ressort de la base de données européenne d’occupation biophysique des sols Corine Land Cover (CLC), est marquée par l'importance des forêts et milieux semi-naturels (70,2 % en 2018), en augmentation par rapport à 1990 (63,7 %). La répartition détaillée en 2018 est la suivante : 
forêts (70,2 %), zones agricoles hétérogènes (19,3 %), prairies (4,3 %), zones urbanisées (3,9 %), mines, décharges et chantiers (1,5 %), zones industrielles ou commerciales et réseaux de communication (0,8 %). L'évolution de l’occupation des sols de la commune et de ses infrastructures peut être observée sur les différentes représentations cartographiques du territoire : la carte de Cassini (XVIIIe siècle), la carte d'état-major (1820-1866) et les cartes ou photos aériennes de l'IGN pour la période actuelle (1950 à aujourd'hui).

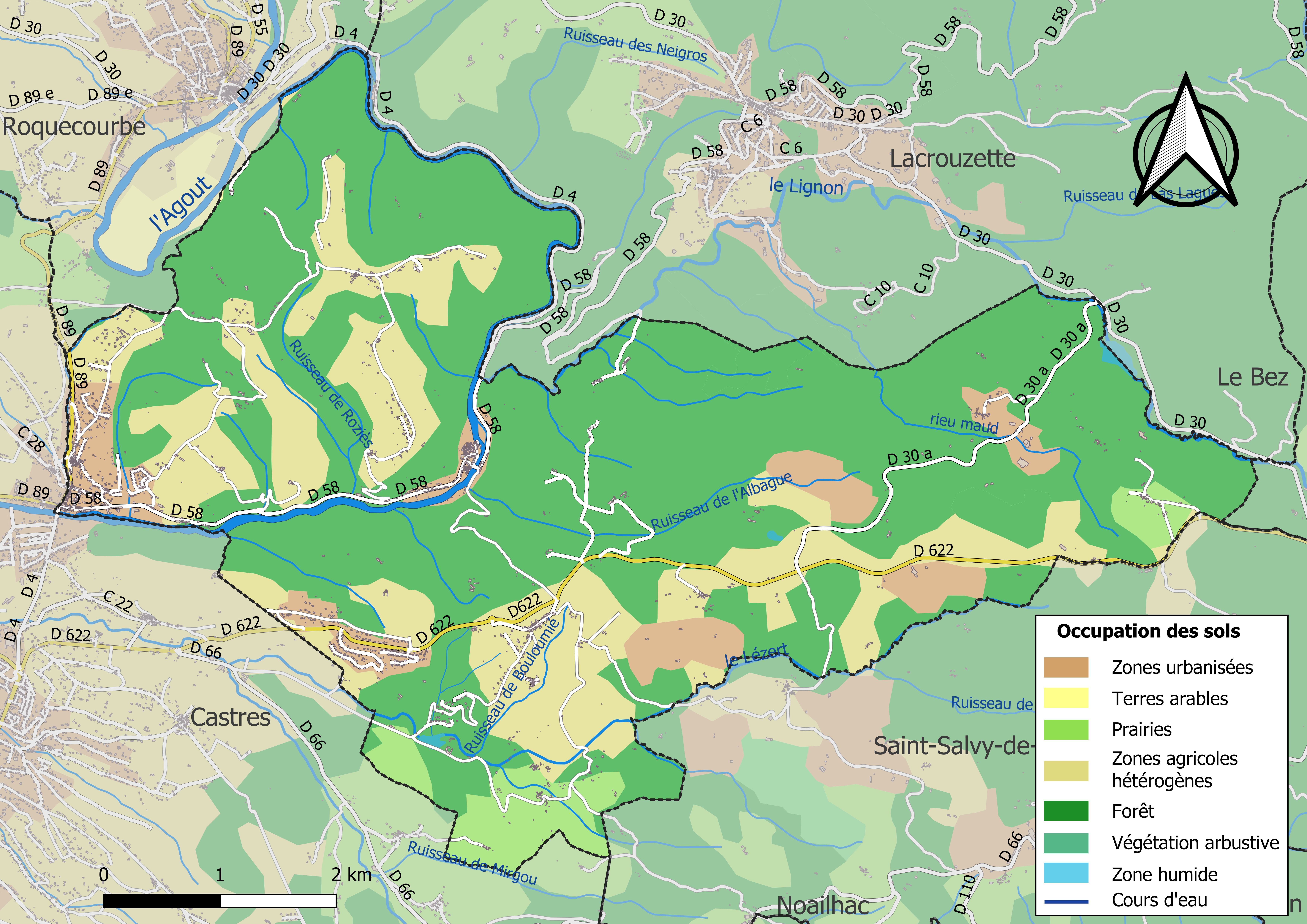
Carte des infrastructures et de l'occupation des sols de la commune en 2018 (CLC).

### Risques majeurs
Le territoire de la commune de Burlats est vulnérable à différents aléas naturels : météorologiques (tempête, orage, neige, grand froid, canicule ou sécheresse), inondations, feux de forêts, mouvements de terrains et séisme (sismicité très faible). Il est également exposé à deux risques technologiques,  le transport de matières dangereuses et la rupture d'un barrage, et à un risque particulier : le risque de radon. Un site publié par le BRGM permet d'évaluer simplement et rapidement les risques d'un bien localisé soit par son adresse soit par le numéro de sa parcelle.

#### Risques naturels
Certaines parties du territoire communal sont susceptibles d’être affectées par le risque d’inondation par débordement de cours d'eau, notamment l'Agout et le Lignon. La cartographie des zones inondables en ex-Midi-Pyrénées réalisée dans le cadre du XIe Contrat de plan État-région, visant à informer les citoyens et les décideurs sur le risque d’inondation, est accessible sur le site de la DREAL Occitanie. La commune a été reconnue en état de catastrophe naturelle au titre des dommages causés par les inondations et coulées de boue survenues en 1982, 1992, 1995, 1996, 1997, 1999, 2017, 2018 et 2020,.
Burlats est exposée au risque de feu de forêt du fait de la présence sur son territoire. En 2022, il n'existe pas de Plan de Prévention des Risques incendie de forêt (PPRif). Le débroussaillement aux abords des maisons constitue l’une des meilleures protections pour les particuliers contre le feu,.

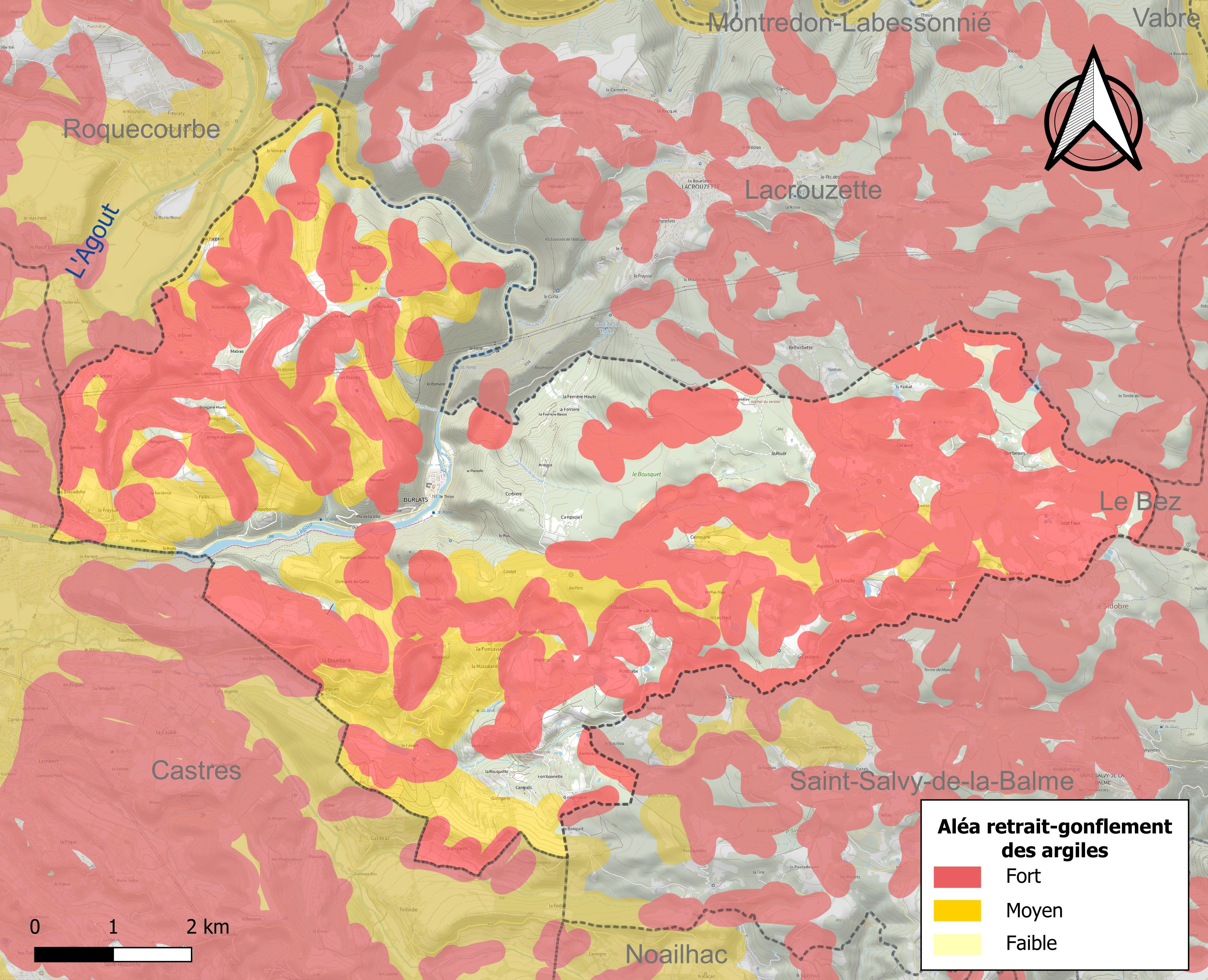
Carte des zones d'aléa retrait-gonflement des sols argileux de Burlats.

La commune est vulnérable au risque de mouvements de terrains constitué principalement du retrait-gonflement des sols argileux. Cet aléa est susceptible d'engendrer des dommages importants aux bâtiments en cas d’alternance de périodes de sécheresse et de pluie. 75,4 % de la superficie communale est en aléa moyen ou fort (76,3 % au niveau départemental et 48,5 % au niveau national). Sur les 986 bâtiments dénombrés sur la commune en 2019, 785 sont en aléa moyen ou fort, soit 80 %, à comparer aux 90 % au niveau départemental et 54 % au niveau national. Une cartographie de l'exposition du territoire national au retrait gonflement des sols argileux est disponible sur le site du BRGM,.
Par ailleurs, afin de mieux appréhender le risque d’affaissement de terrain, l'inventaire national des cavités souterraines permet de localiser celles situées sur la commune.
Concernant les mouvements de terrains, la commune a été reconnue en état de catastrophe naturelle au titre des dommages causés par la sécheresse en 2003, 2008 et 2017 et par des mouvements de terrain en 2014.

#### Risques technologiques
Le risque de transport de matières dangereuses sur la commune est lié à sa traversée par des infrastructures routières ou ferroviaires importantes ou la présence d'une canalisation de transport d'hydrocarbures. Un accident se produisant sur de telles infrastructures est susceptible d’avoir des effets graves sur les biens, les personnes ou l'environnement, selon la nature du matériau transporté. Des dispositions d’urbanisme peuvent être préconisées en conséquence.
La commune est en outre située en aval d'un barrage de classe A. À ce titre elle est susceptible d’être touchée par l’onde de submersion consécutive à la rupture de cet ouvrage.

#### Risque particulier
Dans plusieurs parties du territoire national, le radon, accumulé dans certains logements ou autres locaux, peut constituer une source significative d’exposition de la population aux rayonnements ionisants. Certaines communes du département sont concernées par le risque radon à un niveau plus ou moins élevé. Selon la classification de 2018, la commune de Burlats est classée en zone 3, à savoir zone à potentiel radon significatif.

## Histoire

### Héraldique
| Burlats | Son blasonnement est : De gueules au lion d'argent, au chef cousu d'azur chargé de trois fleurs de lys d'or. |

## Politique et administration

### Liste des maires

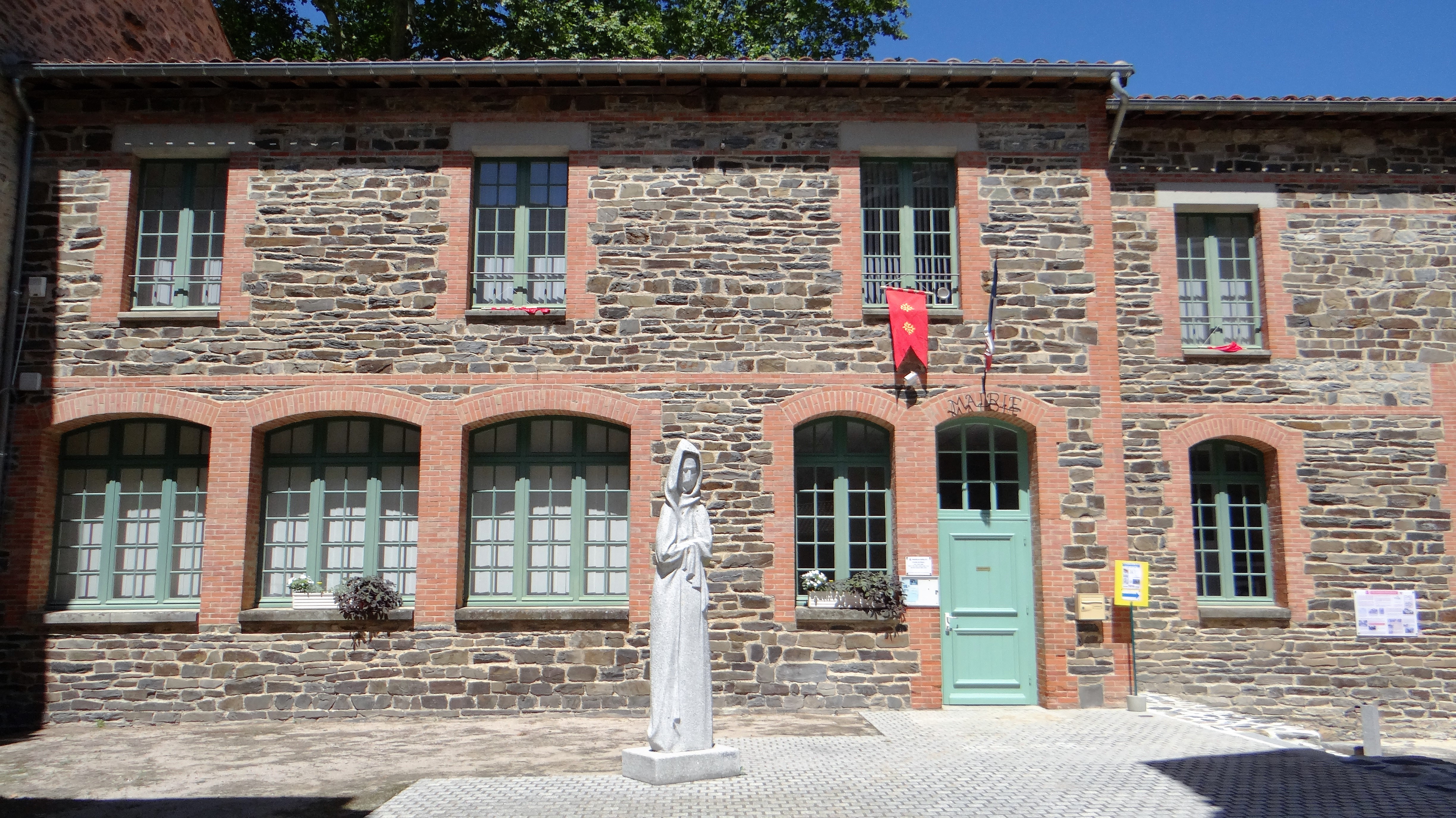
La mairie.

| Période                                  | Période                  | Identité          | Étiquette | Qualité |
| ---------------------------------------- | ------------------------ | ----------------- | --------- | --- |
| 1861                                     | 1887                     | Jean-Louis Combes |           | Manufacturier Conseiller général du canton de Roquecourbe (1863 → 1870 puis 1871 → 1887)                                                 |
| Les données manquantes sont à compléter. |                          |                   |           | |
| mars 1971                                | mars 1977                | Gilbert Thermonir |           | |
| mars 1977                                | juin 1995                | Gaston Bousquet   |           | |
| juin 1995                                | janvier 2012 (démission) | Jean-Marie Fabre  | DVG       | Pilote de chasse retraité Conseiller général du canton de Roquecourbe (1998 → 2015) Président de la CC Sidobre Val d'Agout (2001 → 2016) |
| 14 janvier 2012                          | En cours                 | Serge Sérieys     | DVD       | Ancien fonctionnaire de police Conseiller départemental du canton de Castres-2 (2018 → )                                                 |
| Les données manquantes sont à compléter. |                          |                   |           | |

## Démographie
| 1793  | 1800  | 1806 | 1821  | 1831  | 1836  | 1841  | 1846  | 1851  |
| ----- | ----- | ---- | ----- | ----- | ----- | ----- | ----- | ----- |
| 1 192 | 1 102 | 995  | 1 423 | 1 498 | 1 542 | 1 634 | 1 740 | 1 765 |

| 1856  | 1861  | 1866  | 1872  | 1876  | 1881  | 1886  | 1891  | 1896  |
| ----- | ----- | ----- | ----- | ----- | ----- | ----- | ----- | ----- |
| 1 703 | 1 700 | 1 794 | 1 832 | 1 902 | 1 889 | 1 940 | 1 852 | 1 695 |

| 1901  | 1906  | 1911  | 1921  | 1926  | 1931  | 1936  | 1946  | 1954  |
| ----- | ----- | ----- | ----- | ----- | ----- | ----- | ----- | ----- |
| 1 609 | 1 589 | 1 576 | 1 303 | 1 262 | 1 107 | 1 061 | 1 047 | 1 151 |

| 1962  | 1968  | 1975  | 1982  | 1990  | 1999  | 2005  | 2006  | 2010  |
| ----- | ----- | ----- | ----- | ----- | ----- | ----- | ----- | ----- |
| 1 163 | 1 141 | 1 176 | 1 313 | 1 670 | 1 829 | 1 844 | 1 846 | 1 902 |

| 2015  | 2020  | 2022  | - | - | - | - | - | - |
| ----- | ----- | ----- | - | - | - | - | - | - |
| 2 124 | 2 014 | 2 010 | - | - | - | - | - | - |

## Économie

### Revenus
En 2018, la commune compte 874 ménages fiscaux, regroupant 2 058 personnes. La médiane du revenu disponible par unité de consommation est de 21 560 € (20 400 € dans le département). 46 % des ménages fiscaux sont imposés (42,8 % dans le département).

### Emploi
|                | 2008  | 2013  | 2018  |
| -------------- | ----- | ----- | ----- |
| Commune        | 8,4 % | 8,1 % | 9,4 % |
| Département    | 8,2 % | 9,9 % | 10 %  |
| France entière | 8,3 % | 10 %  | 10 %  |

En 2018, la population âgée de 15 à 64 ans s'élève à 1 290 personnes, parmi lesquelles on compte 77,6 % d'actifs (68,2 % ayant un emploi et 9,4 % de chômeurs) et 22,4 % d'inactifs,. En  2018, le taux de chômage communal (au sens du recensement) des 15-64 ans est inférieur à celui de la France et du département, alors qu'en 2008 la situation était inverse.
La commune fait partie de la couronne de l'aire d'attraction de Castres, du fait qu'au moins 15 % des actifs travaillent dans le pôle,. Elle compte 236 emplois en 2018, contre 311 en 2013 et 303 en 2008. Le nombre d'actifs ayant un emploi résidant dans la commune est de 890, soit un indicateur de concentration d'emploi de 26,5 % et un taux d'activité parmi les 15 ans ou plus de 57,9 %.
Sur ces 890 actifs de 15 ans ou plus ayant un emploi, 117 travaillent dans la commune, soit 13 % des habitants. Pour se rendre au travail, 95,2 % des habitants utilisent un véhicule personnel ou de fonction à quatre roues, 0,8 % les transports en commun, 2,6 % s'y rendent en deux-roues, à vélo ou à pied et 1,4 % n'ont pas besoin de transport (travail au domicile).

### Activités hors agriculture

#### Secteurs d'activités
144 établissements sont implantés  à Burlats au 31 décembre 2019. Le tableau ci-dessous en détaille le nombre par secteur d'activité et compare les ratios avec ceux du département,.
| Secteur d'activité                                                                                        | Commune | Commune | Département |
| Secteur d'activité                                                                                        | Nombre  | %       | %           |
| --- | ------- | ------- | ----------- |
| Ensemble                                                                                                  | 144     | 100 %   | (100 %)     |
| Industrie manufacturière, industries extractives et autres                                                | 31      | 21,5 %  | (13 %)      |
| Construction                                                                                              | 22      | 15,3 %  | (12,5 %)    |
| Commerce de gros et de détail, transports, hébergement et restauration                                    | 28      | 19,4 %  | (26,7 %)    |
| Information et communication                                                                              | 1       | 0,7 %   | (2,1 %)     |
| Activités financières et d'assurance                                                                      | 2       | 1,4 %   | (3,3 %)     |
| Activités immobilières                                                                                    | 8       | 5,6 %   | (4,2 %)     |
| Activités spécialisées, scientifiques et techniques et activités de services administratifs et de soutien | 18      | 12,5 %  | (13,8 %)    |
| Administration publique, enseignement, santé humaine et action sociale                                    | 18      | 12,5 %  | (15,5 %)    |
| Autres activités de services                                                                              | 16      | 11,1 %  | (9 %)       |

Le secteur de l'industrie manufacturière, des industries extractives et autres est prépondérant sur la commune puisqu'il représente 21,5 % du nombre total d'établissements de la commune (31 sur les 144 entreprises implantées  à Burlats), contre 13 % au niveau départemental.

#### Entreprises et commerces
Les cinq entreprises ayant leur siège social sur le territoire communal qui génèrent le plus de chiffre d'affaires en 2020 sont : 
- Granitarn, taille, façonnage et finissage de pierres (4 826 k€)
- SAS Granit Du Sidobre, taille, façonnage et finissage de pierres (1 375 k€)
- Granitarn Carrieres, extraction de pierres ornementales et de construction, de calcaire industriel, de gypse, de craie et d'ardoise (1 230 k€)
- SARL Bourdeau, fabrication d'articles textiles, sauf habillement (834 k€)
- Bonnet Electricite, travaux d'installation électrique dans tous locaux (606 k€)

L'entreprise Missegle y fabrique notamment des chaussettes, elle emploie une cinquantaine de salariés et génère un chiffre d'affaires de près de 8 millions d'euros.

### Agriculture
|               | 1988 | 2000 | 2010 | 2020 |
| ------------- | ---- | ---- | ---- | ---- |
| Exploitations | 47   | 20   | 10   | 9    |
| SAU (ha)      | 452  | 359  | 270  | 240  |

La commune est dans les Monts de Lacaune, une petite région agricole située dans le sud-est du département du Tarn. Entre bocages et forêt, cette zone est dédiée à l’élevage de ruminants de races à viande ou laitières. Sur les plus hauts plateaux, de nombreux élevages de brebis laitières produisent le lait destiné à la fabrication du roquefort. En 2020, l'orientation technico-économique de l'agriculture  sur la commune est l'élevage d'équidés et/ou d' autres herbivores. Neuf exploitations agricoles ayant leur siège dans la commune sont dénombrées lors du recensement agricole de 2020 (47 en 1988). La superficie agricole utilisée est de 240 ha,,.

## Culture locale et patrimoine

### Lieux et monuments
- Église Saint-Pierre de Burlats.
- Église Saint-Martial de la Fontasse.
- Temple protestant des Salvages.

### Pavillon d'Adélaïde duprieuré de Burlats
Cette maison romane du XIIe siècle, probablement jamais habitée par la vicomtesse d'Albi, est remarquable par ces cinq grandes fenêtres au second étage qui éclairent une pièce unique. Ses faces sud et nord mesurent respectivement 15,30 m et 15 m pour une largeur de 8,40 m.
À l'origine, le bâtiment a trois niveaux : le premier est entièrement aveugle, le deuxième a de petites ouvertures devant servir à la défense de la maison et le troisième, probablement celui de l'habitat, est aveugle des côtés est et nord d'où soufflent les vents les plus froids mais comporte quatre baies au sud et une à l'ouest.

### Maison d'Adam
C'est une maison du XIIe siècle, remarquable pour sa façade sur l'Agout. Peut-être est-elle une ancienne dépendance du prieuré. Son nom vient d'un chapiteau d'une fenêtre. Malgré son classement en 1927, cette fenêtre est vendue et démontée en 1935.

### Ancienne collégiale Saint-Pierre
Les ruines de l'ancienne église collégiale, les façades et toitures de la maison dite maison d'Adélaïde avec ses fenêtres romanes et façade sur la rivière de la maison dite maison d'Adam ont été classées au titre des monuments historiques en 1981.
Les parties non classées subsistant des bâtiments conventuels ont été inscrites au titre des monuments historiques en 1981.
L'abbaye de Castres a fondé un prieuré à Burlats, mentionné une première fois en 973 date à laquelle elle reçoit un legs de Garsinde, comtesse de Toulouse et d'Albigeois. Puis dans une bulle de Calixte II. Quand l'abbatiale de Castres devient cathédrale, en 1317, les moines se constituent en chapitre et demandent leur sécularisation. L'église Saint-Pierre devient collégiale le 22 février 1318. L'église est détruite pendant les guerres de religion. Le chapitre de Burlats est autorisé par l'évêque et le parlement de Toulouse à s'installer à Lautrec. On essaie de restaurer une chapelle de l'église pendant le règne de Louis XIII, en 1613, mais elle est une nouvelle fois mise à sac par les troupes protestantes du duc de Rohan, en 1622. Un incendie se produit en 1625. La paix revenue, l'évêque demande aux chanoines de réintégrer leur collégiale, mais ils s'y refusent devant l'état de l'église. Une enquête de 1642 confirme l'état de ruine de l'église. Le collatéral nord est alors restauré. Le chapitre revient à Burlats en 1656 mais obtient du roi le droit de se réinstaller à Lautrec en 1659 où il reste jusqu'à sa dissolution en 1790. La commune rachète les parties ruinées de l'église en 1835 et présente un projet de restauration en 1837. L'église est utilisée jusqu'en 1844. Elle est classée Monument historique en 1845. La commune envisage alors de reconstruire l'église mais les crédits manquant, elle n'est que consolidée à partir de 1897,.

Collégiale Saint-Pierre de Burlats
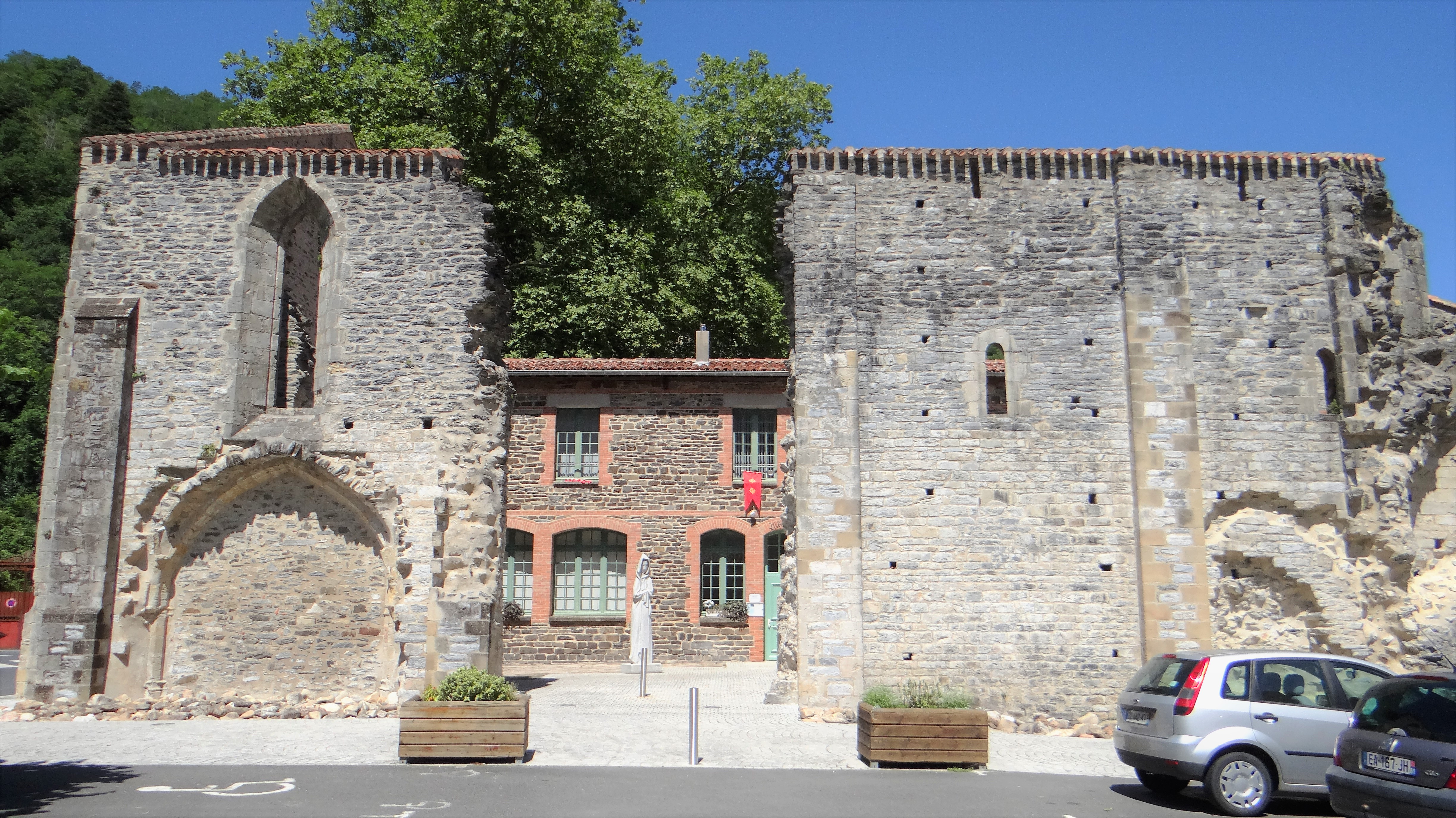
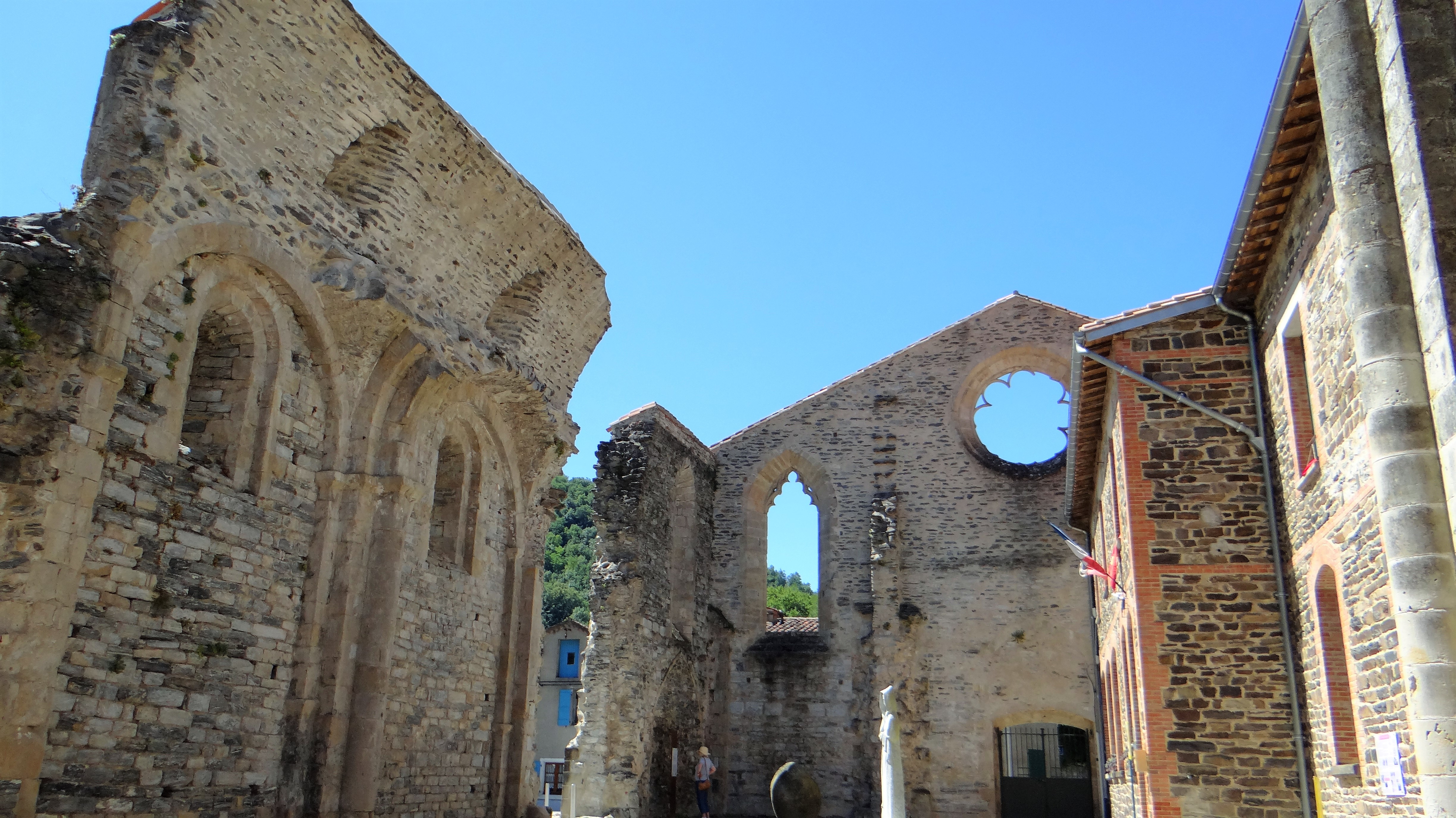
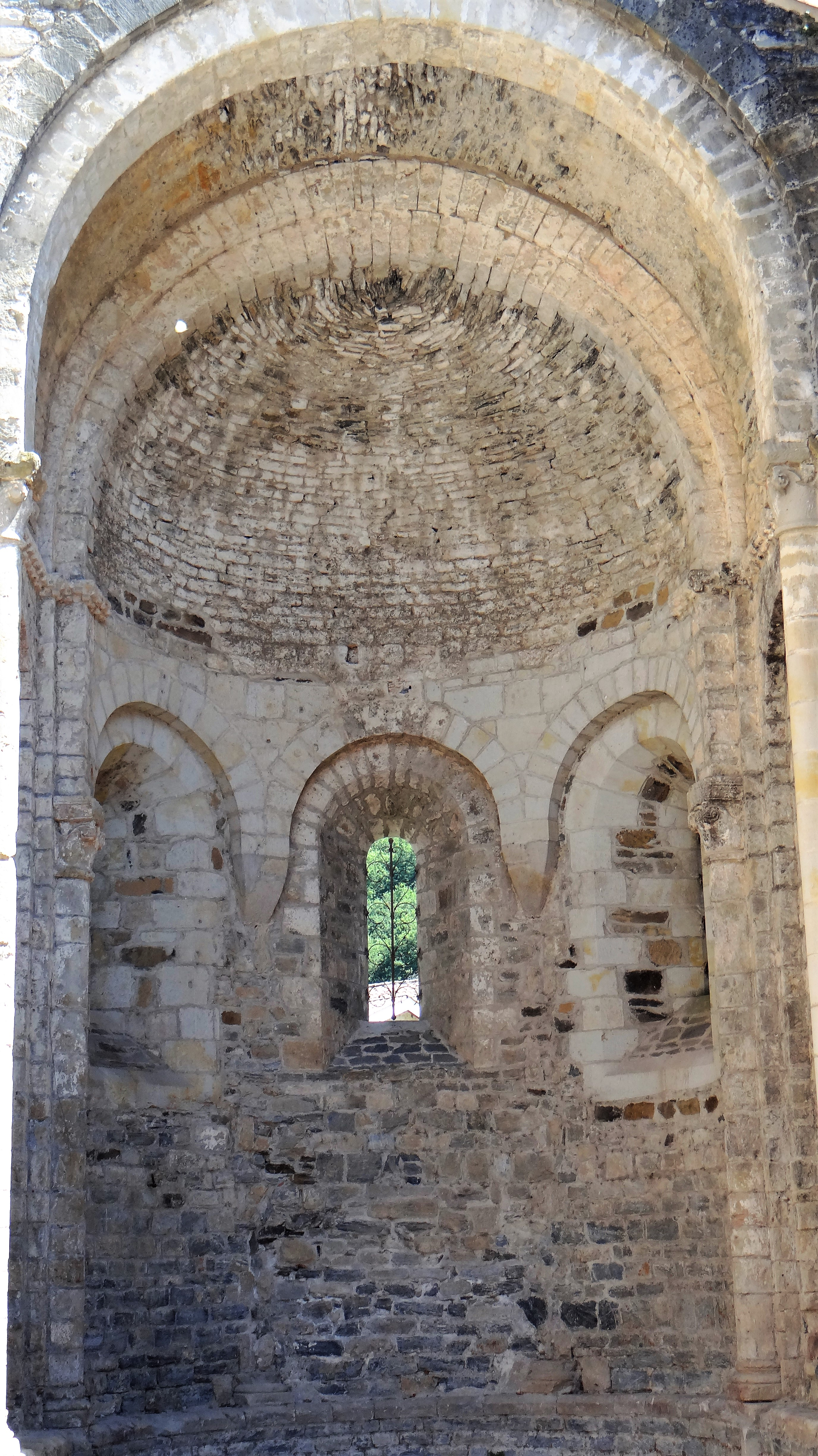
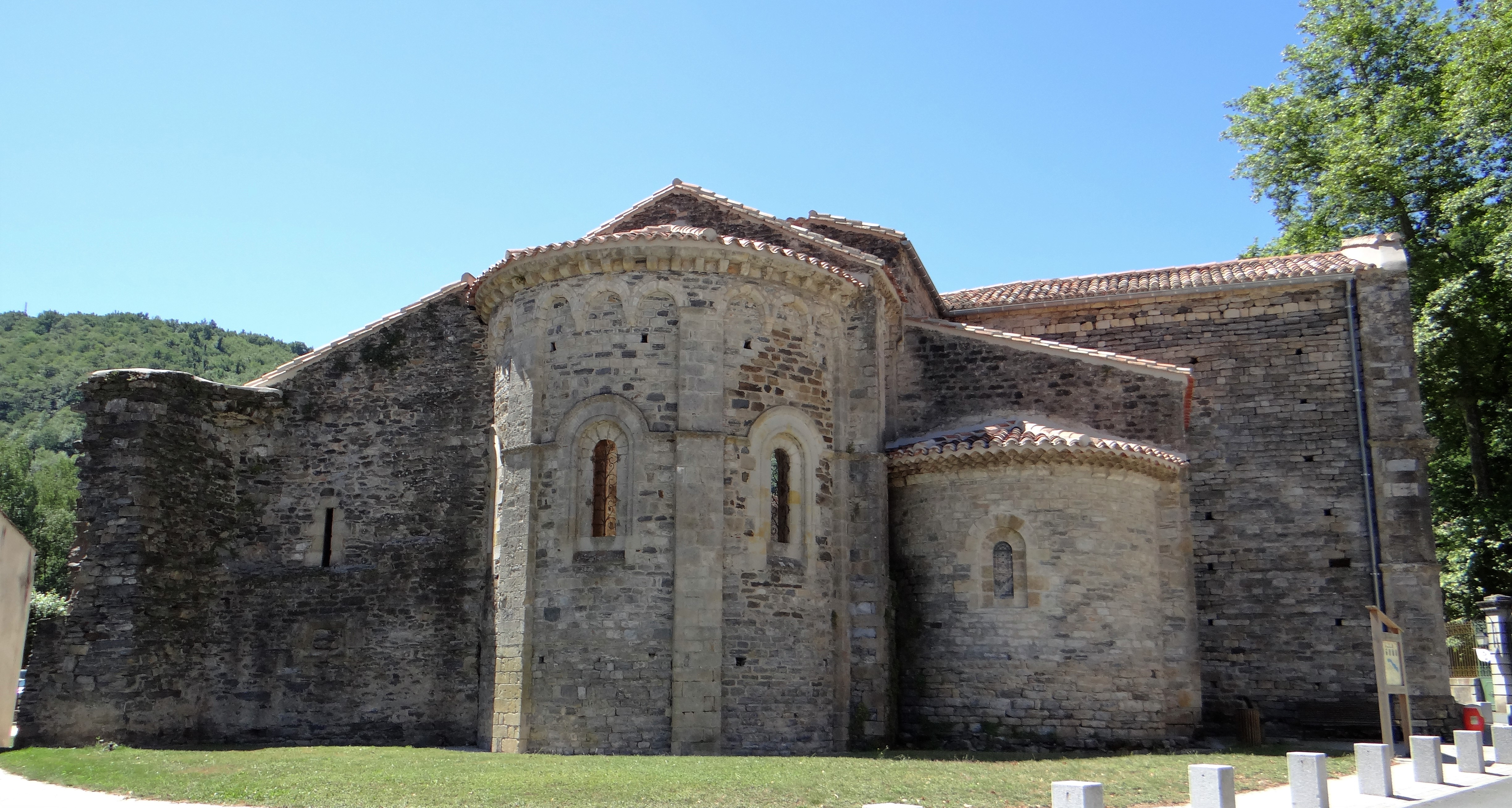
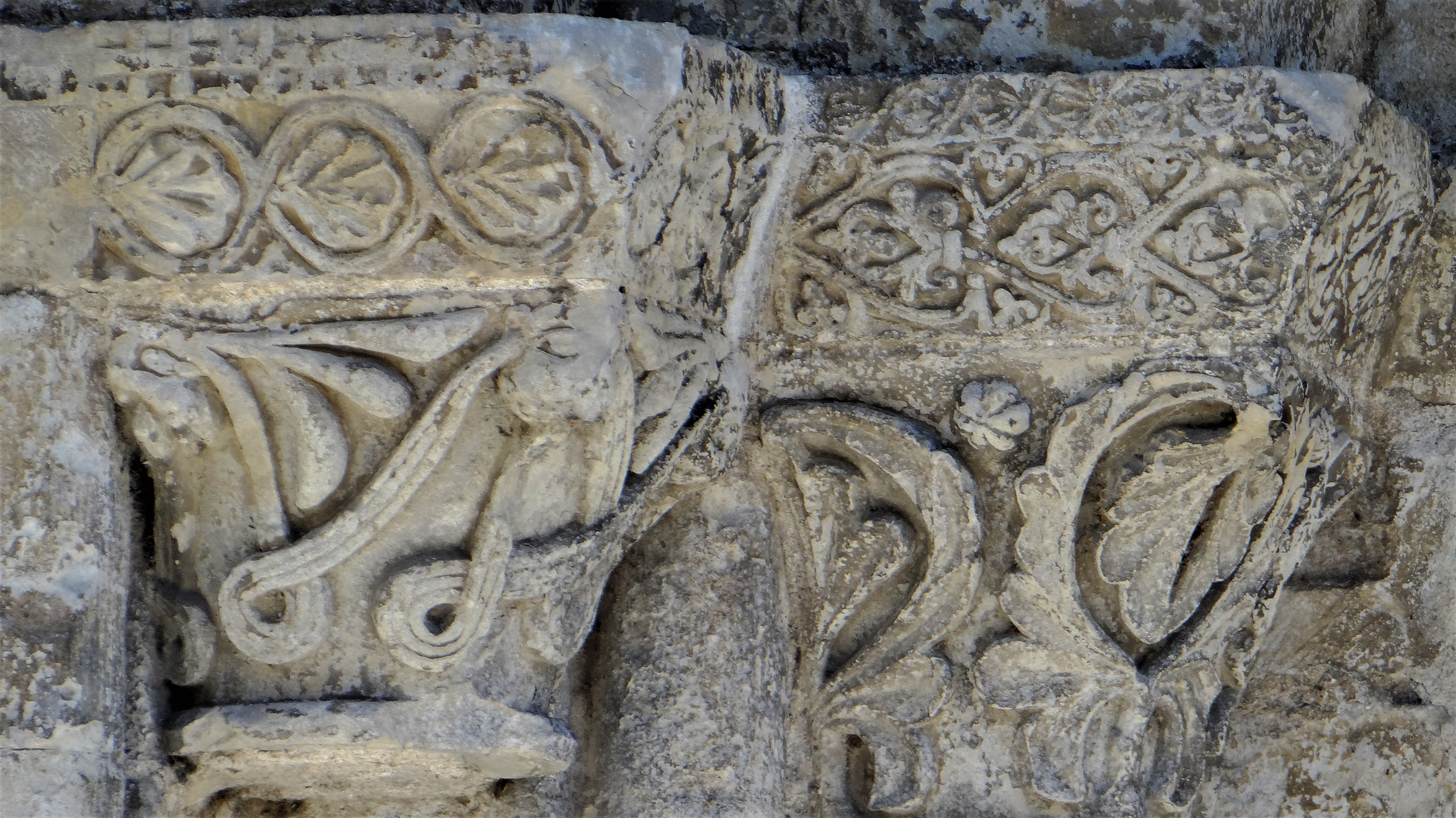

### Tour de la Vistoure
La tour de la Vistoure est une des quatre portes de ville de l'enceinte, datant du XIVe siècle.

### Châteaux
Le château de Burlats date du XVIIe siècle mais conserve une tour du XIVe siècle.
Le château du Carla date du XIXe siècle.

### Rocher à cupules monumental «Le grain de Campsoleil»
Le rocher à cupules « Le grain de Campsoleil » a été trouvé près du village de Lafontasse. Il a d'abord été transporté sur un parking pour servir de borne de protection devant l'entrée d'une entreprise jusqu'à ce que Jean Bonnet, président de l'Association archéologique des mégalithes Brassac-Sidobre (AAMBS) l'y découvre en décembre 2009. En juin 2011, il est décidé de la sauvegarder et de le mettre en valeur dans l'ancienne nef de la collégiale Saint-Pierre de Burlats, près de la mairie, avec l'accord du maire, Jean-Marie Fabre, de la municipalité, de l'architecte des bâtiments de France et la participation de M. Alain Rodrigue, président du Comité départemental d'archéologie du Tarn (CDAT).
Ce rocher est une boule de granit dans lequel ont été gravées 25 cupules circulaires de 1,5 cm à 4,5 cm de diamètre pour une profondeur d'environ 1,5 cm. Leurs formes semblent montrer qu'elles ont été gravées avec un outil métallique, donc pas avant l'Âge des Métaux. Elles ont été gravées tout autour du rocher. Leur fonction ne peut être précisée : repères géographiques ou signes symboliques.
Le poids de ce rocher est d'environ 3 tonnes.
Hauteur : 1,57 m
Diamètre : 1,18 m
Circonférence : 3,65 m,.

### Personnalités liées à la commune
- Adélaïde de Toulouse (Azalais de Tolosa), fille de Raymond V, comte de Toulouse, qui épousa en 1171 Roger II Trencavel.

## Pour approfondir